# Kanton Le Perreux-sur-Marne
Kanton Le Perreux-sur-Marne (fr. Canton du Perreux-sur-Marne) je francouzský kanton v departementu Val-de-Marne v regionu Île-de-France. Tvoří ho pouze město Le Perreux-sur-Marne.